# Oberneubrunn
Oberneubrunn ist ein Ort in der Gemeinde Schleusegrund im Landkreis Hildburghausen in Thüringen.

## Lage
Oberneubrunn liegt am nördlichen Ende von Schönbrunn und wird vom Bach Neubrunn durchflossen.

## Geschichte

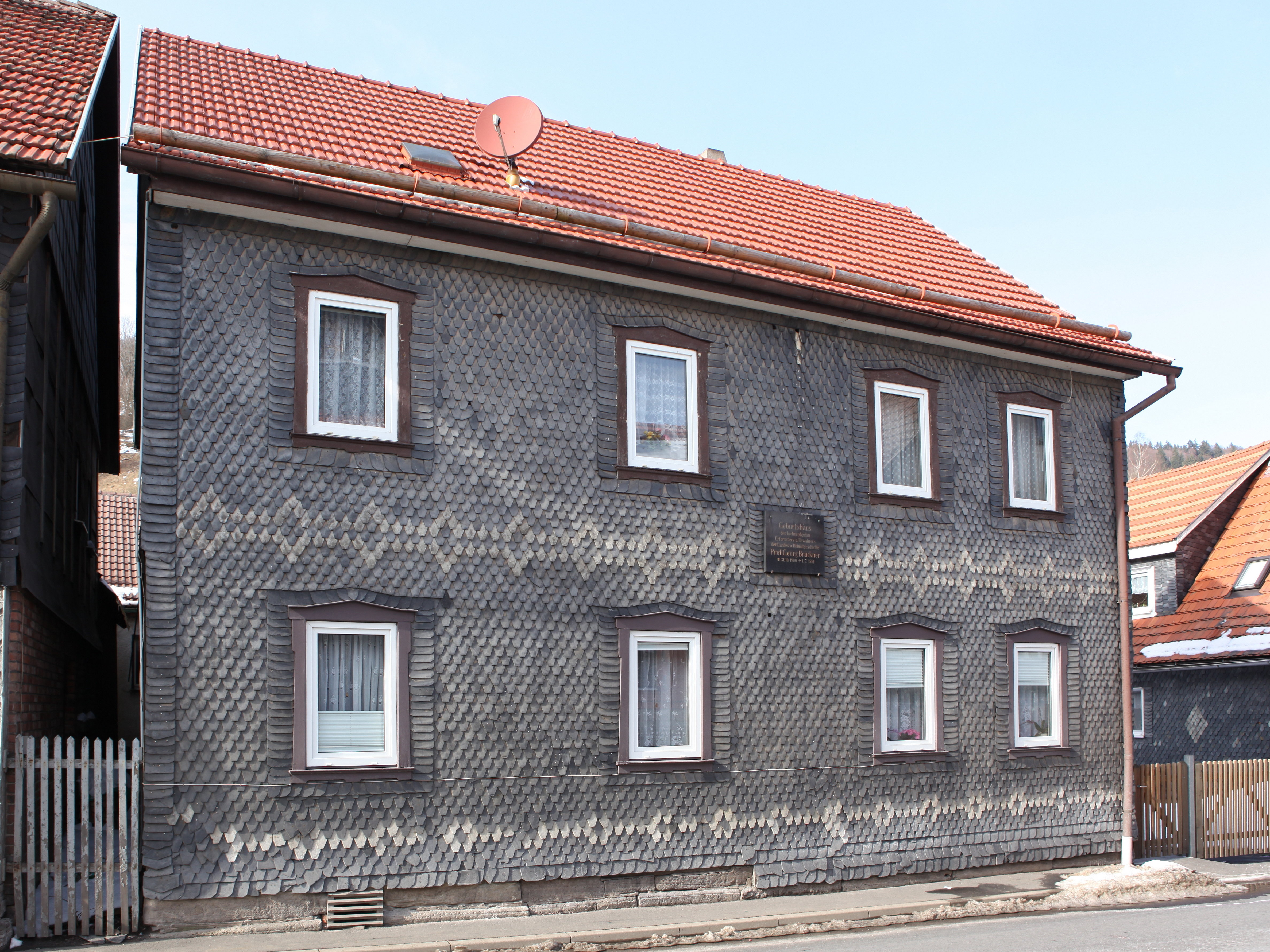
Geburtshaus von Georg Brückner

Oberneubrunn wurde am 17. Juli 1332 erstmals urkundlich erwähnt. Der Ort gehörte zum Amt Eisfeld, welches ab 1826 zum Herzogtum Sachsen-Meiningen gehörte.
Oberneubrunn war von 1612 bis 1666 von Hexenverfolgung betroffen. Eine Frau und ein Mann gerieten in Hexenprozesse; 1612 wurde Thomas Reuter aus Oberneubrunn gehängt.
Der Geograph Johann Georg Martin Brückner wurde hier am 31. Oktober 1800 geboren.
Am 1. Juli 1950 wurden die bisherigen Gemeinden Gabel, Oberneubrunn, Schönau und Unterneubrunn zur neuen Gemeinde Schönbrunn zusammengeschlossen. Diese gehört seit 1994 zur Gemeinde Schleusegrund.

## Persönlichkeiten
- Georg Brückner (* 31. Oktober 1800 in Oberneubrunn; † 1. Juli 1881 in Meiningen), Geograph und Historiker der Grafschaft Henneberg und des Herzogtums Sachsen-Meiningen
- Ewald Eichhorn (* 28. August 1929 in Oberneubrunn), ehemaliger Polizeioffizier und Stellvertreter des Ministers des Innern der DDR.